# Petru Luhan
Petru Constantin Luhan (ur. 19 marca 1977 w Frătăuții Vechi) – rumuński menedżer i polityk, poseł do Parlamentu Europejskiego VII kadencji.

## Życiorys
Ukończył w 2001 studia ekonomiczne na niemieckim Uniwersytecie w Osnabrücku. Na tej samej uczelni uzyskał dyplom MBA. Pracował w przedsiębiorstwie samochodowym w Sybinie. W latach 2007–2008 kierował działem finansowym rumuńskiej kompanii paliwowej "Petrom", następnie przeszedł na kierownicze stanowisko w administracji publicznej okręgu Suczawa.
W wyborach w 2009 jako bezpartyjny kandydat z listy Partii Demokratyczno-Liberalnej uzyskał mandat deputowanego do Parlamentu Europejskiego. Przystąpił do grupy Europejskiej Partii Ludowej, został też członkiem Komisji Rozwoju Regionalnego.